# Madame Tussauds (Amsterdam)
Le scenerama de Madame Tussauds d'Amsterdam est un musée de cire ouvert en 1970 dans la capitale néerlandaise.
Ce musée est en fait une réplique de celui fondé en 1835 à Londres par Marie Tussaud, créatrice de statues de cire.
Des musées Madame Tussauds existent aussi à Berlin, Hong Kong, Las Vegas, Shanghai, New York et Washington D.C..
Le musée d'Amsterdam fut le premier construit par le Tussauds Group en dehors de Londres.

## Situation
Le musée se trouve sur la place du Dam qui est l'une des plus belles de la ville et où se trouve aussi l'ancien palais royal. En plein centre ville, il est très facile d'y accéder à pied, à vélo ou en tramway. Le musée se trouve à 10 minutes à pied de la gare.

## Visite
La visite du musée se divise en plusieurs phases. D'abord, on découvre des statues, tableaux animés et objets qui retrace rapidement l'histoire d'Amsterdam et son fameux siècle d'Or. 
Puis on passe dans un passage sombre qui « rejoint la vie à la mort », interdit aux âmes les plus sensibles. 
Enfin on peut contempler des mannequins de cire de vedettes mondialement connues comme Michael Jackson, George W. Bush, Lénine ou Charlot. On pourra assister à un atterrissage sur la Lune.
De plus, la fenêtre ronde du dernier étage offre une magnifique vue sur la place du Dam.

## Collections

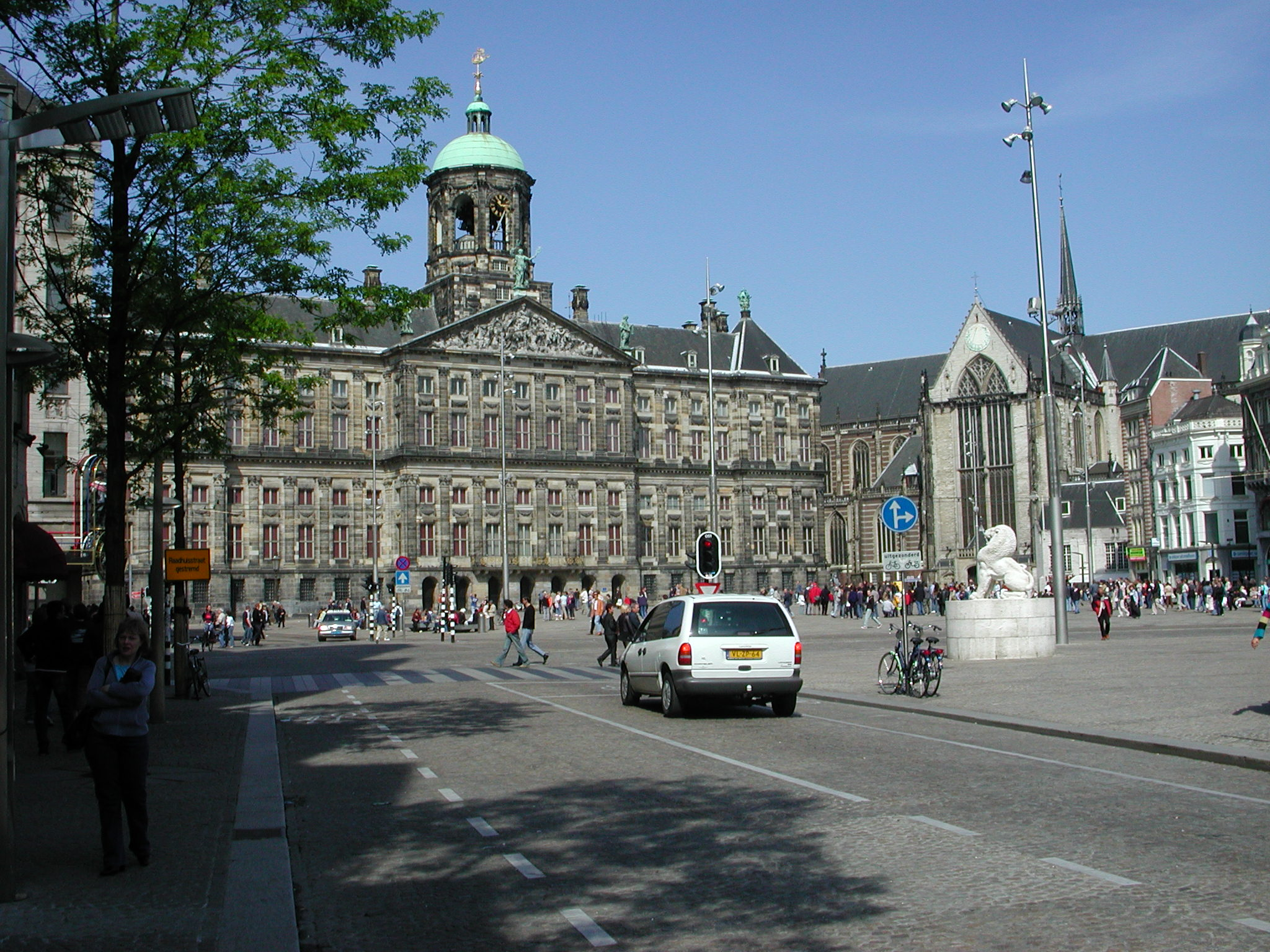
La place du Dam

Le musée regroupe une grande collection de mannequins de cire que l'on peut diviser en plusieurs catégories :
- Les personnalités royales : Lady Diana, Guillaume d'Orange, la reine Béatrix, la reine Wilhelmina, Juliana des Pays-Bas…
- Les leaders politiques du monde : Barack Obama, le Dalaï-lama, Hu Jintao, Nelson Mandela, Jan Peter Balkenende, George W. Bush, Mahatma Gandhi, Jacques Chirac, Lénine…
- Les acteurs américains : Angelina Jolie, Brad Pitt, Daniel Craig, Pierce Brosnan, Charlie Chaplin, Marilyn Monroe, Nicolas Cage, Jennifer Lopez, Doutzen Kroes, George Clooney, Mel Gibson, Julia Roberts, Anthony Hopkins…
- Les chanteurs : Elvis Presley, Bob Marley, Kylie Minogue, Beyonce, Robbie Williams, Justin Timberlake, Bono, Christina Aguilera, David Bowie, Michael Jackson, James Brown, Lenny Kravitz, Prince, Dire Straits…
- Les personnes de la culture mondiale : Albert Einstein, Madame Tussaud, Pablo Picasso, la Joconde, Salvador Dalí, Vincent van Gogh, Rembrandt, Anne Frank, Piet Mondrian…
- Les sportifs : Ronaldinho, Lance Armstrong, David Beckham…

## Logo

Logo du Tussauds Group